# Барбора Мокосова
Барбора Мокосова (словац. Barbora Mokošová, нар. 10 березня 1997, Братислава) — словацька гімнастка. Бронзова призерка чемпіонату Європи у вправі на різновисоких брусах. Учасниця Олімпійських ігор 2016. Гімнастка 2014, 2015 та 2016 років за версією Словацької федерації гімнастики.

## Біографія
Випускниця спортивної гімназії в Братиславі. Закінчила факультет фізичного виховання та спорту Університету Коменського.

## Спортивна кар'єра
Була жвавою дитиною, тому у чотирирічному віці була записана до секції спортивної гімнастики. Перший тренер — Почискова. Коли було вісім, вирішила покинути гімнастику, але через деякий час батьки наполягли на поверненні до секції, чому Барбора безмежно вдячна. З 2011 року тренується в групі Мартіна Звало.
Є однією з найвищих гімнасток на світовій арені (зріст — 168см).

#### 2018
На чемпіонаті Європи посіла 14 місце в багатоборстві.
На тренувальному зборі в Дьєрі, Угорщина, при падінні з колоди порвала зв'язки правої щиколотки. Після оперативного втручання знадобилось дев'ять місяців для повного відновлення.

#### 2019
За тиждень до чемпіонату світу розірвала сухожилля правої щиколотки, що вимагало тритижневого гіпсування ноги, однак команди вирішила брати участь у турнірі з травмою, аби не втратити останній шанс на кваліфікацію на Олімпійські ігри.
На чемпіонаті світу 2019 року в Штутгарті, Німеччина, в кваліфікації вдалось продемонструвати 63 місце в багатоборстві, чого вистачило для отримання особистої ліцензії в багатоборстві на Олімпійські ігри 2020 у Токіо, Японія.

#### 2020
У січні почала підготовку до Олімпійські ігри 2020 після двомісячної перерви через лікування травми щиколотки. Першим турніром мав стати кубок світу в Досі у березні, однак через пандемію коронавірусу турніри було скасовано. Перший локдаун в Словаччині були зачинені тренувальні зали, тому перед другою хвилею пандемії та закриттям залів тренерський штаб домовився про підготовку в Маріборі, Словенії, а потім в Осієці, Хорватія, що дало змогу підготуватися до чемпіонату Європи при зачинених залах у Словаччині.
На чемпіонаті Європи, що проходив під час пандемії коронавірусу в Мерсіні, Туреччина, кваліфікувалась до фіналу вправ на різновисоких брусах, де з результатом 13,300 балів здобула першу в кар'єрі бронзову нагороду.

## Результати на турнірах
| Рік  | Змагання                  | КБ | ІБ | Опорний стрибок | Різновисокі бруси | Колода | Вільні вправи |
| ---- | ------------------------- | -- | -- | --------------- | ----------------- | ------ | ------------- |
| 2016 | Олімпійські ігри          |    | 45 |                 |                   |        |               |
| 2017 | Чемпіонат Європи          |    | 17 |                 |                   |        |               |
| 2017 | Чемпіонат світу           |    | 31 |                 |                   |        |               |
| 2018 | Кубок виклику в Осієці    |    |    |                 | 2                 | 2      | 4             |
| 2018 | Кубок виклику в Копері    |    |    |                 | 1                 | 4      | 3             |
| 2018 | Кубок виклику в Сомбатгеї |    |    |                 | 2                 |        | 3             |
| 2018 | Чемпіонат Європи          |    | 14 |                 |                   |        |               |
| 2019 | Кубок виклику в Осієці    |    |    |                 | 6                 |        |               |
| 2019 | Кубок виклику в Сомбатгеї |    |    |                 | 4                 | 7      |               |
| 2019 | Чемпіонат світу           |    | 63 |                 |                   |        |               |
| 2019 | Кубок світу в Котбусі     |    |    |                 | 17                |        |               |
| 2020 | Чемпіонат Європи          |    |    |                 | 3                 |        |               |
| 2021 | Чемпіонат Європи          |    | 18 |                 |                   |        |               |
| 2021 | FIT Challenge             | 11 | 27 |                 | 7                 |        |               |
| 2021 | Кубок виклику в Копері    |    |    |                 | 1                 |        |               |
| 2023 | Універсіада               |    |    |                 | 8                 | 7      |               |